# Sieniawka (Zgorzelec)
Pour les articles homonymes, voir Sieniawka.
Sieniawka est une localité polonaise de la gmina de Bogatynia, située dans le powiat de Zgorzelec, à l'extrême sud-ouest de la Pologne et de la voïvodie de Basse-Silésie sur la rive droite de la Neisse de Lusace à trois kilomètres à l'est du centre-ville de Zittau (Allemagne) et était jusqu'à la Réforme, un lieu de pèlerinage de Haute-Lusace bien connu.

## Géographie
Entre Zittau et Sieniawka, il y a un passage frontalier (Chopinstraße), qui, contrairement à l'autre passage de Zittau, (Friedensstraße), est également praticable pour les bus et les camions jusqu'à 7,5 tonnes. La connexion de la route fédérale allemande 178 via le territoire polonais à la D 35 tchèque près de Chrastava (Kratzau) en République tchèque passe par Sieniawka.
Le village est bordé au nord et à l'est par la mine de lignite à ciel ouvert de Turoszów. En raison de sa situation frontalière, un grand marché frontalier a vu le jour à Sieniawka. Dans la caserne, on propose principalement des cigarettes et des vêtements.

## Galerie

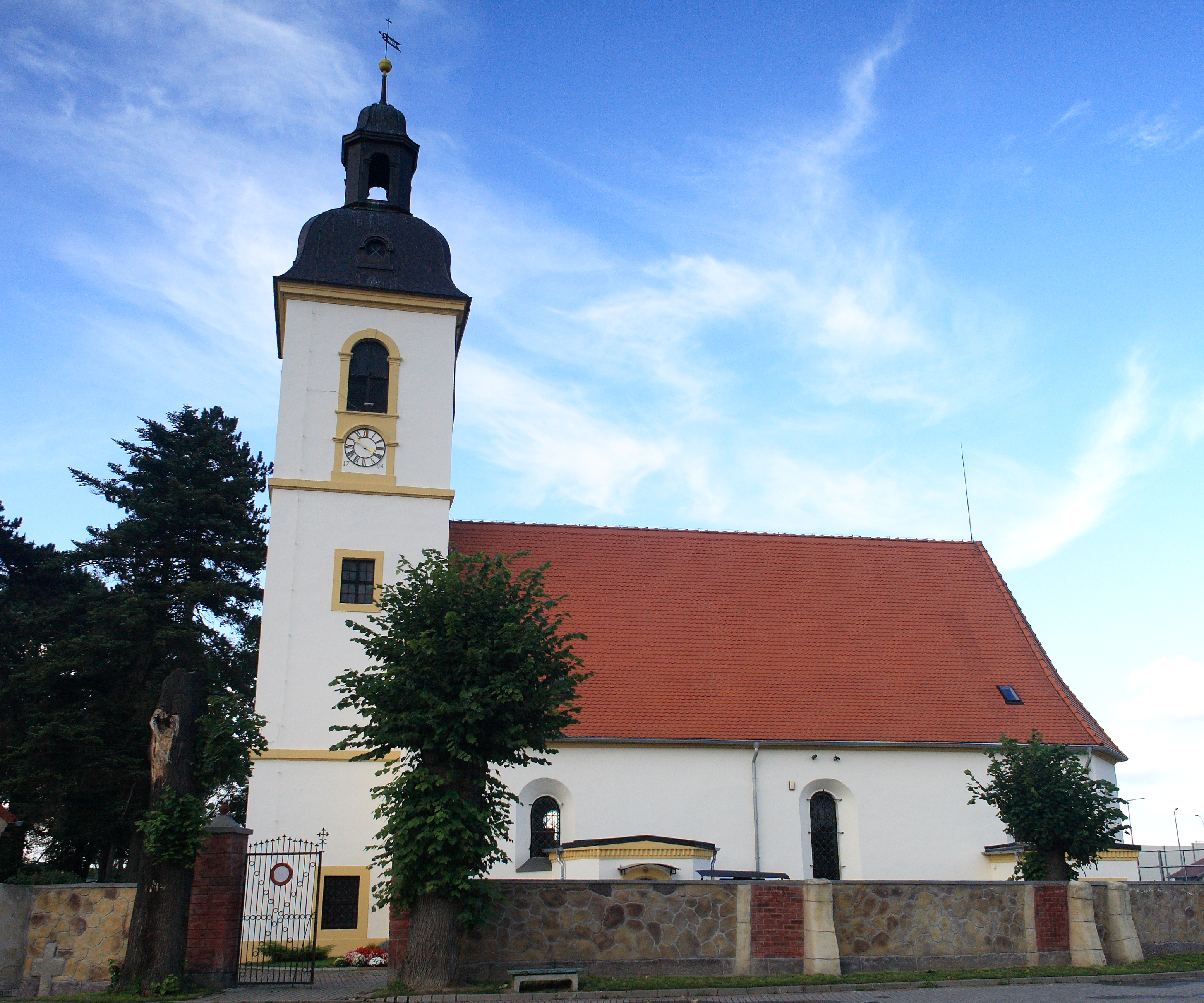
Eglise de l'Immaculée Conception de Sieniawka.
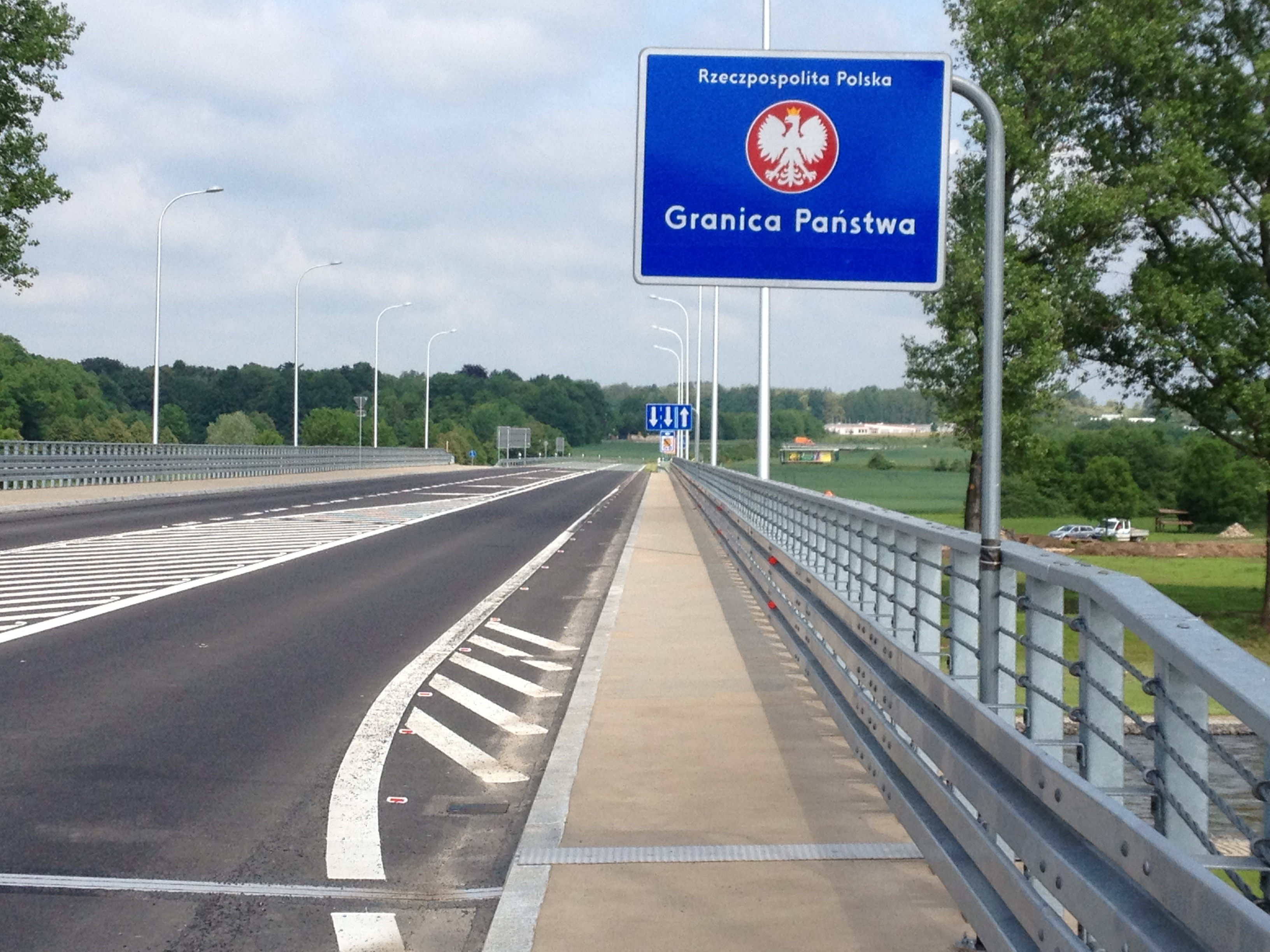
Pont situé sur la frontière germano-polonaise.
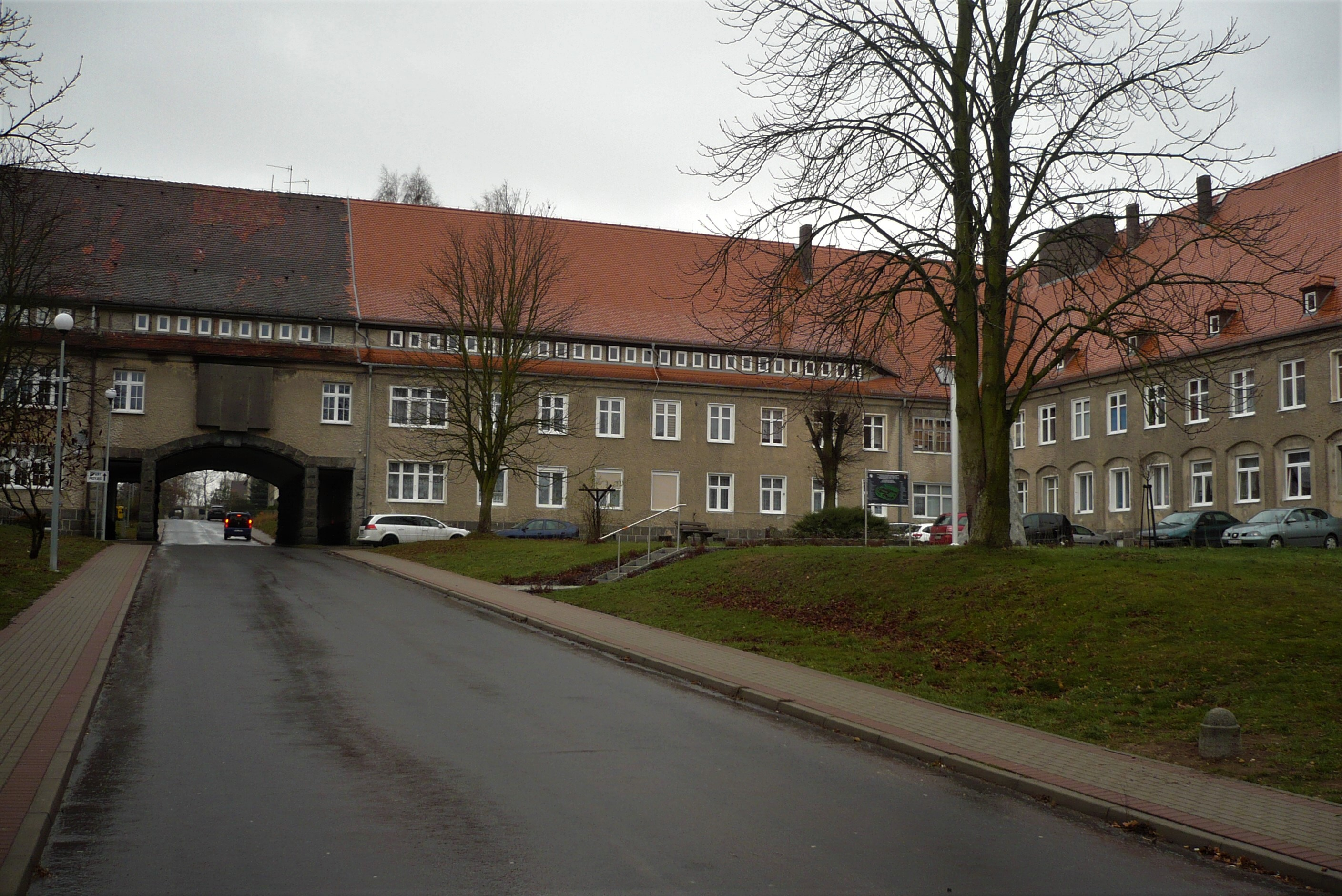
Hopital psychiatrique.
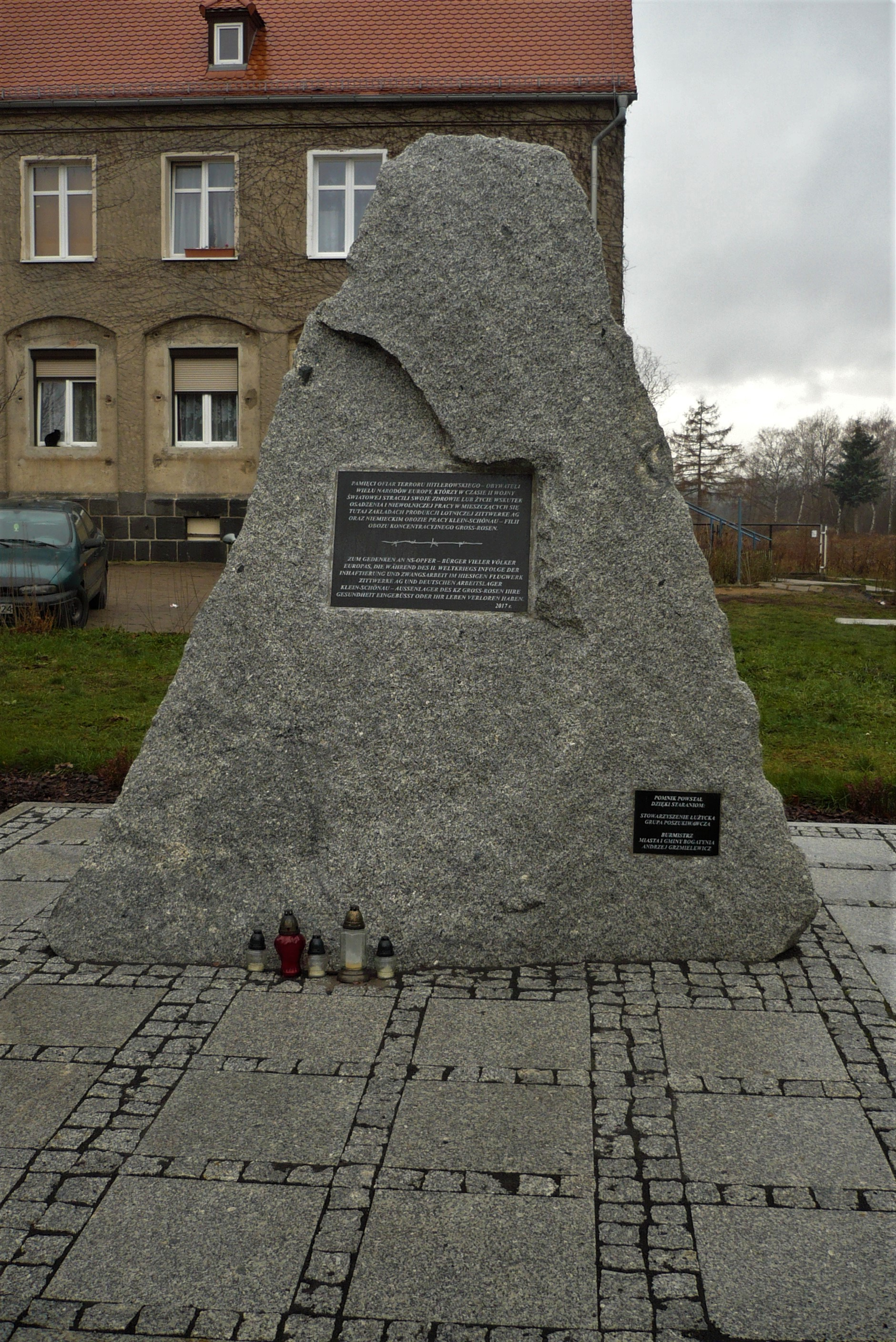
Mémorial en mémoire des prisonniers du camp de concentration nazi de Gross-Rosen.